# Гусаков Назарій Олегович
Гусаков Назарій Олегович (нар. 7 квітня 1994, Львів, Україна) — львівський громадський діяч, борець за права людей з інвалідністю та особа, яка живе зі спінальною м'язовою атрофією (СМА). У червні 2025 року був звинувачений у шахрайстві, вимаганні грошей і непрозорій звітності.

## Біографія
Назарій Гусаков народився у Львові, діагноз СМА отримав у віці близько одного року. Хвороба призвела до повної втрати рухових функцій, із часом він міг лише ворушити пальцями та головою, а для пересування використовував крісло колісне. Відомий активною позицією щодо доступності міської інфраструктури для людей з інвалідністю, проводить лекції, записує подкасти.
За власними твердженнями, Гусаков працював у кіберспортивному клубі NaVi, але за даними журналістки Ольги Худецької, він там не працював, натомість компанія щомісяця допомагала важкохворому хлопцю грошима.

### Лікування та фінансування
Для підтримки життя Гусаков постійно потребує дорогих препаратів (зокрема, «Еврісді»), фізичної реабілітації, спеціального харчування та допомоги. З 2023—2024 року міська рада Львова забезпечила його необхідними ліками «Еврісді», але Гусаков стверджує, що цього недостатньо для повноцінного курсу.
За даними лікарів, Гусаков самостійно вирішив приймати більше препарату, незважаючи на те, що згідно з інструкцією, максимальна клінічно підтверджена доза — 5 мл на день. Вживання більшої кількості ліків не має підтвердженої ефективності.
Окрім ліків, Гусаков двічі на рік мав можливість безкоштовно отримувати амбулаторну реабілітацію у Львові за програмою медичних гарантій. Цими можливостями Назарій користувався.

## Розслідування

### Звинувачення в шахрайстві
У червні 2025 року Гусакова звинуватили в шахрайстві, причиною стала відсутність частини звітності і підозри щодо підробки звітності щодо використання грошей. Інша причина — що він продовжив збирати гроші, назважаючи на те, що отримував ліки від держави безкоштовно.
Гусаков заперечував звинувачення та заявляв, що збирає гроші не лише на ліки, а й на реабілітацію, побут, спеціалістів тощо. Він визнав, що не відокремлював власні кошти від зібраних, і використовував їх для підтримки життя загалом.
Зібрані гроші він перераховував на криптогаманці, де з часом збиралися великі суми ($2,7 млн), це викликало підозри щодо фінансових махінацій. Назарій публікував суперечливі дані щодо цін на ліки, а також використовував одні й ті ж фото у звітах без публікації відповідних чеків. Деякі розслідування журналістів підтвердили, що Гусаков грав у онлайн-покер та робив ставки в букмекерських конторах. Після запитів про звітність, Назарій міг закрити банківські рахунки для зборів, що ускладнило відстеження витрат.
22 червня президент Зеленський сказав, що Гусаков виїхав за кордон. За даними мера Львова Андрія Садового, він поїхав до Італії, де живе його мати, і ця поїздка була запланованою. Згідно з розслідуванням та доповіді міністра МВС Ігоря Клименка, для переказів коштів він використовував щонайменше чотири фінансові установи й багато цифрових сервісів.
Національна поліція порушила два кримінальних провадження за ч. 4 ст. 190 (шахрайство) та ч. 3 ст. 209 (відмивання доходів, одержаних злочинним шляхом) ККУ. Поліція встановлювала списки потенційних потерпілих і можливе місце перебування Гусакова й інших дотичних осіб. Також представники поліції звернулися до постраждалих із проханням надавати будь-яку інформацію, яка може допомогти слідству.
Ряд українських публічних діячів та журналістів, що підтримували збори Гусакова, серед яких Валерій Маркус, Яніна Соколова, Михайло Ткач, Денис Бігус, заявили про втрату довіри.
27 червня поліція провела обшуки у Львові та Києві за місцями проживання Гусакова та осіб, яких він залучив до збору коштів. Під час обшуків було затримано друга Гусакова, картку якого, серед іншого, використовував Назарій для зборів. Під час обшуку він чинив опір і намагався втекти, наїхав на авто на оперуповноваженого ДСР та травмував його.
24 липня Гусакову заочно оголосили про підозру в шахрайстві в особливо великих розмірах.